# Dunya en Desie (film)
Dunya & Desie is een bioscoopfilm uit 2008 gebaseerd op gelijknamige televisieserie, over de twee hartsvriendinnen uit Amsterdam-Noord. De hoofdrollen zijn, net als in de televisieserie, voor Maryam Hassouni (Dunya) en Eva van de Wijdeven (Desie). Tygo Gernandt (Pim) speelt de vriend van Desie. Ook Theo Maassen (Jeff) en Christine van Stralen (moeder van Desie) spelen mee. In de film wordt het verhaal opgepikt als de meiden 18 zijn. In de maanden voor de première werden alle afleveringen herhaald op de televisie door de NPS.
Het scenario voor deze multicultikomedie is afkomstig van Robert Alberdingk Thijm. De regie is in handen van Dana Nechushtan. Dunya & Desie in Marokko is geproduceerd door Lemming Film. De soundtrack is van Dennis en heet My own little bubble.
Op maandag 5 mei haalde de productie meer dan 100.000 bezoekers en ontving hiervoor een Gouden Film. Op 23 augustus won het de publieksprijs voor de beste jeugdfilm gewonnen op het Sarajevo Film Festival en op 4 november won het de Cifej Prize of the World Academy for Quality Films op het Tel Aviv Filmfestival for Children in Israël.

## Verhaal
Dunya en Desie zijn twee 18-jarige hartsvriendinnen uit Amsterdam Noord.
Dunya is Marokkaans, Desie is Nederlands. Op haar verjaardag krijgt Dunya van haar ouders te horen dat ze wordt uitgehuwelijkt aan een Marokkaanse achterneef. Met haar ouders en broer gaat ze naar Marokko om kennis te maken.
Desie werkt in een kapsalon en heeft min of meer een verhouding met haar baas. Als ze ontdekt dat ze zwanger is van haar rijinstructeur, neem ze ontslag. Maar haar rijschoolinstructeur ziet de verantwoordelijkheid voor een kind op zijn beurt, niet zitten en beëindigt ook hun relatie. Omdat ze zelf is opgegroeid zonder vader, en wil weten wie haar eigen vader is, gaat ze op zoek. Het spoor leidt naar Marokko. Ze reist naar Marokko naar het huis waar Dunya met haar familie is. Ze wil haar vader zoeken. Desie mag blijven slapen, maar niet van harte. Dunya's ouders vinden haar te westers en generen zich voor hun ouders en de buren. Dunya wordt door haar ouders verstoten omdat ze met Desie bevriend blijft en terughoudend is over uithuwelijking (ze vindt Shamir die door Dunya's vader in dienst is genomen om het huis op te knappen aantrekkelijker dan de achterneef).
Dunya gaat met Desie mee op zoek naar haar biologische vader, die in Casablanca zou wonen. Daar blijkt dat hij in het zuiden van Marokko is gaan wonen. Via Marrakesh, waar Dunya en Desie ruzie krijgen maar het weer bijleggen, gaan ze ernaartoe. Desie blijkt in verwachting van een tweeling. Ze ziet af van abortus. Desie ontmoet haar biologische vader, die nog vaak aan haar denkt. Dunya en Desie gaan terug naar Dunya's familie, die zich met haar verzoent. Desies moeder en pleegvader komen ook naar het huis.

## Rolverdeling
| Acteur                          | Personage          |
| ------------------------------- | ------------------ |
| Maryam Hassouni                 | Dunya El-Beneni    |
| Eva van de Wijdeven             | Desie Koppenol     |
| Tygo Gernandt                   | Pim                |
| Theo Maassen                    | Jeff               |
| Christine van Stralen           | Monique Koppenol   |
| Iliass Ojja                     | Souffian El-Beneni |
| Marcel Musters                  | Desie's vader      |
| Matthijs van de Sande Bakhuyzen | Desie's broer      |